# Ла-Сель-су-Гузон
Ла-Сель-су-Гузо́н (фр. La Celle-sous-Gouzon, окс. La Cela de Gosom) — коммуна во Франции, находится в регионе Лимузен. Департамент коммуны — Крёз. Входит в состав кантона Жарнаж. Округ коммуны — Гере.
Код INSEE коммуны — 23040.

## Население
Население коммуны на 2010 год составляло 139 человек.
| 1962 | 1968 | 1975 | 1982 | 1990 | 1999 | 2010 |
| ---- | ---- | ---- | ---- | ---- | ---- | ---- |
| 235  | 232  | 226  | 203  | 162  | 138  | 139  |

## Экономика
В 2010 году среди 89 человек трудоспособного возраста (15—64 лет) 71 были экономически активными, 18 — неактивными (показатель активности — 79,8 %, в 1999 году было 67,0 %). Из 71 активных жителей работали 65 человек (35 мужчин и 30 женщин), безработных было 6 (4 мужчины и 2 женщины). Среди 18 неактивных 5 человек были учениками или студентами, 11 — пенсионерами, 2 были неактивными по другим причинам.